# Processing
Processing és una aplicació de codi obert amb un llenguatge per a la programació d'imatges, animació, i so. El processing és un projecte de codi lliure iniciat per Ben Fry (Institut Ample) i Casey Reas (UCLA Design / Media Arts), i és desenvolupat per artistes i dissenyadors com a alternativa a eines de programari patentades en el mateix camp, com Macromedia Flash o Director.
La seva sintaxi, basada en Java, està dissenyada per a programadors no gaire experimentats, és senzilla i molt semblant a l'Action Script de Flash (que està basat en JavaScript). És utilitzat per estudiants, artistes, dissenyadors, arquitectes, investigadors i aficionats. S'ha utilitzat per a ensenyar fonaments de programació dins d'un context visual i com a eina de producció professional per a projectes artístics, arquitectònics o de disseny.
Processing està disponible per a Linux, Mac OS X, i Windows.